# Чириндинский сельсовет
Чириндинский сельсовет — административно-территориальная единица, выделявшаяся в составе Илимпийского района Эвенкийского автономного округа Красноярского края.

## История
Информация о времени образования сельсовета разнится. Один и тот же источник указывает:
- «... С 1934 года Эвенкийский национальный округ являлся составной частью Красноярского края и состоял из трёх районов: Илимпийского, Байкитского и Тунгусско-Чунского и 17 сельских советов: Нидымский, Учамский, Тутончанский, Ногинский, Кислоканский, Экондинский, Чириндинский, Ессейский, Ванаварский, Стрелковский, Чемдальский, Муторайский, Байкитский, Куюмбинский, Ошаровский, Полигусовский, Суломайский»;
- "1924 — 1957 гг. — Исполнительный комитет Чириндинского кочевого Совета депутатов трудящихся п. Чиринда Эвенкийского национального округа Красноярского края. Первый председатель кочевого Совета — Дмитрий Васильевич Удыгир, секретарь — Михаил Кириллович Хутокогир.

1957 — 1977 гг. — Чириндинский сельский Совет депутатов трудящихся Эвенкийского национального округа. На первой сессии Чириндинского сельсовета 04.03.1957 г. председателем избран Иван Михайлович Комбагир, секретарём сельского Совета избрана Антонида Романовна Удыгир. В заседании сессии принимали участие 14 депутатов. Члены исполкома сельсовета: И. В. Хутокогир., С. И. Удыгир., У. Н. Чорду".
1992 года — сельсовет был упразднён и была образована администрация посёлка Чиринда.
Законом Эвенкийского автономного округа от 07.10.1997 № 63 вместо упразднённого Чириндинского сельсовета была утверждена территориальная единица сельское поселение село (с 2002 года посёлок) Чиринда.
В 2010 году были приняты Закон об административно-территориальном устройстве и реестр административно-территориальных единиц и территориальных единиц Красноярского края, согласно которым посёлок Чиринда непосредственно вошёл в состав Эвенкийского района как административно-территориальной единицы с особым статусом.
Сельсовет выделялся как единица статистического подсчёта до 2002 года.
В ОКАТО сельсовет как объект административно-территориального устройства выделялся до 2011 года.

## Состав
| № | Населённый пункт | Тип населённого пункта          | Население |
| - | ---------------- | ------------------------------- | --------- |
| 1 | Чиринда          | посёлок, административный центр | ↗220      |